# Estádio Nacional do Chiazi
Estádio Nacional do Chiazi – wielofunkcyjny stadion położony w Kabindzie w Angoli. 
Pojemność stadionu to 20 000 miejsc. Stadion był areną zmagań w Pucharze Narodów Afryki 2010.